# Jimmy Stevens
Pour les articles homonymes, voir Stevens.
Jimmy Tubo Patuntun Steven,, dit Jimmy Stevens, né selon lui-même un 15 juin dans les années 1910 (peut-être en 1916) et mort le 28 février 1994 au village de Fanofo sur l'île d'Espiritu Santo,, est un dirigeant revivaliste ni-Vanuatu. Fondateur du Nagriamel, le premier mouvement politique de l'histoire du Vanuatu, il se veut défenseur de la coutume autochtone locale, prône la décentralisation politique, et mène en 1980 un mouvement sécessionniste sur l'île de Santo, pour lequel il purge dix ans de prison.

## Biographie

### Jeunesse
Né dans le condominium des Nouvelles-Hébrides, colonie franco-britannique, il serait le fils d'une mère autochtone des îles Banks et d'un père issu du mariage d'une Polynésienne de la noblesse tongienne et d'un officier naval britannique. Il est employé comme ouvrier agricole par une compagnie européenne sur son île natale d'Espiritu Santo, et a dans le même temps pour « principale activité » le « trafic de marchandises » à son propre compte. Pendant la Seconde Guerre mondiale, il est employé comme conducteur de bulldozer par l'armée américaine établie à Espiritu Santo. De 1948 à 1950, il trouve un emploi similaire en Australie, découvrant ainsi davantage une société occidentale, et de retour aux Nouvelles-Hébrides il est salarié comme conducteur de bulldozer par l'administration coloniale britannique. Il doit renoncer à cet emploi en 1960 lorsqu'il est grièvement blessé à la jambe droite lors d'un accident du travail.

### Lancement du Nagriamel
En 1964, à l'initiative du militant et chef autochtone Paul Buluk qui proteste contre les expropriations de terres autochtones, il co-fonde et dirige le mouvement Nagriamel. Ce dernier demande la restitution des terres de l'île aux autochtones, et prône un retour à un mode de vie pré-colonial, fondant une commaunauté appelée Vanafo « dans un coude de la rivière Sarakata »,.
En 1968, il est condamné à six mois de prison pour avoir tenté d'étendre le territoire du village de Vanafo sur les terres d'une entreprise coloniale. Il est relâché après deux mois. En 1971, se faisant appeler « chef Moïse », il envoie une pétition aux Nations unies, demandant son intervention pour la défense de la propriété autochtone des terres. Cette même année, les autorités coloniales françaises établissent une relation avec lui, et la Société française des Nouvelles-Hébrides, société qui travaille étroitement avec les autorités françaises et qui possède de larges domaines fonciers cultivables, fait don au Nagriamel de 73 000 hectares de terres fertiles à Santo. En réponse, le Nagriamel organise une manifestation pro-française lors des célébrations du 14 juillet. L'administration française commence alors à acheter des produits agricoles à Vanafo, et fournit au village une école et un dispensaire, tandis que Jimmy Stevens appelle ses partisans à scolariser leurs enfants dans les écoles françaises (et pas dans les écoles britanniques). 
Au milieu des années 1970, face à la volonté du Parti national des Nouvelles-Hébrides d'obtenir une indépendance de la colonie sous la forme d'un État unitaire et centralisé, Jimmy Stevens et le Nagriamel se rapprochent du Mouvement autonomiste des Nouvelles-Hébrides (MANH), parti politique francophile basé à Espiritu Santo. Il reproche par ailleurs au Parti national sa grande proximité avec les Églises protestantes, qu'il juge incompatible avec la promotion des coutumes néo-hébridaises. 

### Le Vemarana
En 1973, avec d'autres membres de Nagriamel, il crée le Vemarana, qu'ils envisagent comme la branche politique de Nagriamel, tandis que le mouvement Nagriamel se concentrerait sur la défense des coutumes autochtones locales. La maison de Georges Cronsteadt à Sarakata est choisie comme bureau du Vemerana. En 1974, le Nagriamel et le MANH forment une coalition, et Jimmy Stephens est fait vice-président du MANH.
À partir de 1975, Jimmy Stevens reçoit le soutien financier et logistique de la Fondation Phœnix du milliardaire américain Michael Oliver, qui l'aide à déclarer en décembre une « Fédération des Communautés auto-gouvernées du Nagriamel » et à se doter d'une Constitution, d'un drapeau, d'une monnaie, de passeports, et d'une radio nationale. Cette déclaration d'indépendance du Nagriamel reste toutefois lettre morte à ce stade. Jimmy Stevens est élu à l'Assemblée représentative des Nouvelles-Hébrides à l'occasion d'une élection partielle le 25 octobre 1976, mais l'Assemblée reste dominée par les élus du Parti national,. Après la large victoire du Parti national (rebaptisé Vanua'aku Pati) aux élections législatives de 1979, qui signifie l'indépendance à court terme des Nouvelles-Hébrides sous un gouvernement anglophone centralisé, Jimmy Stevens déclare en janvier 1980 que l'île d'Espiritu Santo deviendra indépendante séparément, et ordonne aux fonctionnaires coloniaux britanniques (mais pas français) de quitter l'île.
Avec notamment Alfred Maliu, Timothy Welles, Georges Cronsteadt et Albert Ravutia, il proclame la « république de Vemarana » le 28 mai, et s'en déclare Premier ministre. Le Vemarana « conn[aît] deux mois d’indépendance effective » ; le 30 juillet les Nouvelles-Hébrides deviennent indépendantes avec le nom de république de Vanuatu, et le gouvernement vanuatais anglophone mené par Walter Lini fait appel à la Papouasie-Nouvelle-Guinée pour réprimer la république sécessionniste. Des soldats de la Force de Défense de Papouasie-Nouvelle-Guinée sont déployés à Espiritu Santo à partir du 18 août. Le 30 août, Eddie Stevens, le fils aîné de Jimmy Stevens, âgé de 24 ans, est abattu par des soldats papou-néo-guinéens « lors de la fusillade du véhicule dans lequel il circulait en compagnie de deux colons ». Jimmy Stevens est arrêté le lendemain, ce qui met fin à la république de Vemarana, et est condamné en novembre à quatorze ans et demi de prison. « Plus ancien prisonnier politique du Pacifique sud » selon Le Monde, il est libéré de prison en 1991 car très malade, et meurt en 1994,,,,. Il est inhumé à Vanafo, et des représentants du gouvernement de Maxime Carlot assistent à ses obsèques.
Il laisse quelque cinquante enfants (dont plus de la moitié adoptés), issus de relations avec de nombreuses femmes différentes,. Parmi eux, Frankie Stevens est député et ministre durant la première moitié des années 1990.